# Congerville-Thionville
Congerville-Thionville là một xã ở tỉnh Essonne thuộc vùng Île-de-France miền bắc nước Pháp.
Theo điều tra dân số năm 1999, dân số xã này là 225 người. Ước tính dân số năm 2007 là 221.
Danh xưng cư dân địa phương Congerville-Thionville trong tiếng Pháp là Congervillois-Thionvillois.